# Graphium
Graphium is een geslacht van vlinders uit de familie van de pages (Papilionidae).

## Soorten
ondergeslacht Graphium
- Graphium agamemnon (Linnaeus, 1758)
- Graphium arycles (Boisduval, 1836)
- Graphium bathycles (Zincken, 1831)
- Graphium browni (Godman & Salvin, 1879)
- Graphium chironides (Honrath, 1884)
- Graphium cloanthus (Westwood, 1841)
- Graphium codrus (Cramer, 1777)
- Graphium doson (C. & R. Felder, 1864)
- Graphium empedovana (Corbet, 1941)
- Graphium eurypylus (Linnaeus, 1758)
- Graphium evemon (Boisduval, 1836)
- Graphium gelon (Boisduval, 1859)
- Graphium hicetaon (Mathew, 1886)
- Graphium leechi (Rothschild, 1895)
- Graphium macfarlanei (Butler, 1877)
- Graphium macleayanum (Leach, 1814)
- Graphium meeki (Rothschild & Jordan, 1901)
- Graphium mendana (Godman & Salvin, 1888)
- Graphium meyeri (Hopffer, 1874)
- Graphium milon (C. & R. Felder, 1864)
- Graphium monticola (Fruhstorfer, 1896)
- Graphium procles (Grose-Smith, 1887)
- Graphium sandawanum Yamamoto, 1977
- Graphium sarpedon (Linnaeus, 1758)
  - = Graphium protensor (Gistel, 1857)?
- Graphium stresemanni (Rothschild, 1916)
  - = Graphium batjanensis Okano, 1984
- Graphium wallacei (Hewitson, 1858)
- Graphium weiskei (Ribbe, 1900)

ondergeslacht Arisbe
- Graphium abri Smith & Vane-Wright, 2001
- Graphium adamastor (Boisduval, 1836)
- Graphium agamedes (Westwood, 1842)
- Graphium almansor (Honrath, 1884)
- Graphium angolanus (Goeze, 1779)
  - = Graphium pylades (Fabricius, 1793)
- Graphium antheus (Cramer, 1779)
- Graphium auriger (Butler, 1876)
- Graphium aurivilliusi (Seeldrayers, 1896)
- Graphium biokoensis Gauthier, 1984
- Graphium colonna (Ward, 1873)
- Graphium cyrnus (Boisduval, 1836)
- Graphium endochus (Boisduval, 1836)
- Graphium evombar (Boisduval, 1836)
- Graphium fulleri (Grose-Smith, 1883)
  - = Graphium ucalegonides (Staudinger, 1884)
- Graphium gudenusi (Rebel, 1911)
- Graphium hachei (Dewitz, 1881)
- Graphium illyris (Hewitson, 1872)
- Graphium junodi (Trimen, 1893)
- Graphium kigoma Carcasson, 1964
- Graphium kirbyi (Hewitson, 1872)
- Graphium latreillianus (Godart, 1819)
- Graphium leonidas (Fabricius, 1793)
- Graphium levassori Oberthür, 1890
- Graphium liponesco (Suffert, 1904)
  - = Graphium boolae (Strand, 1909)
- Graphium morania (Angas, 1849)
- Graphium olbrechtsi Berger, 1950
- Graphium philonoe (Ward, 1873)
- Graphium poggianus (Honrath, 1884)
- Graphium policenes (Cramer, 1775)
- Graphium policenoides (Holland, 1892)
  - = Graphium nigrescens (Eimer, 1889)
- Graphium polistratus (Grose-Smith, 1889)
  - = Graphium sisenna (Mabille, 1890)
- Graphium porthaon (Hewitson, 1865)
- Graphium ridleyanus (White, 1843)
- Graphium schaffgotschi (Niepelt, 1927)
- Graphium schubotzi (Schultze, 1913)
  - = Graphium odin (Strand, 1910)
- Graphium simoni (Aurivillius, 1899)
- Graphium taboranus (Oberthür, 1886)
- Graphium tynderaeus (Fabricius, 1793)
- Graphium ucalegon (Hewitson, 1865)

ondergeslacht Paranticopsis
- Graphium delesserti (Guérin-Méneville, 1839)
- Graphium deucalion (Boisduval, 1836)
- Graphium ebertorum Kocak, 1983
  - = Graphium megaera (Staudinger, 1888)
- Graphium encelades (Boisduval, 1836)
- Graphium idaeoides (Hewitson, 1853)
- Graphium macareus (Godart, 1819)
- Graphium megarus (Westwood, 1844)
- Graphium phidias (Oberthür, 1906)
- Graphium ramaceus (Westwood, 1872)
- Graphium stratocles (C. & R. Felder, 1861)
- Graphium thule (Wallace, 1865)
- Graphium xenocles (Doubleday, 1842)

ondergeslacht Pathysa
- Graphium agetes (Westwood, 1841)
- Graphium androcles (Boisduval, 1836)
- Graphium antiphates (Cramer, 1775)
- Graphium aristeus (Stoll, 1780)
- Graphium decolor (Staudinger, 1888)
- Graphium dorcus (De Haan, 1840)
- Graphium epaminondas (Oberthür, 1879)
- Graphium euphrates (C. & R. Felder, 1862)
- Graphium euphratoides (Eimer, 1889)
- Graphium nomius (Esper, 1799)
- Graphium rhesus (Boisduval, 1836)
- Graphium stratiotes (Grose-Smith, 1887)

ondergeslacht Pazala
- Graphium alebion (Gray, 1853)
- Graphium eurous (Leech, 1893)
- Graphium incertus Bang-Haas, 1927
- Graphium mandarinus (Oberthür, 1879)
- Graphium sichuanica (Koiwaya, 1993)
- Graphium tamerlanus (Oberthür, 1876)
- Graphium timur (Ney, 1911)